# Daria Strokous
Daria Vladimirovna Strokous (25 de septiembre de 1990) es una supermodelo, actriz, y fotógrafa rusa.

## Vida y carrera
A poco tiempo de nacer ella y su familia se mudaron a Benín, África donde vivió hasta los cinco años.
En septiembre de 2007 debutó en la Semana de la Moda de Milán y París para Prada como exclusiva. V Magazine la incluyó en su Top 10 Modelos de 2008. La revista New York la nombró una de las Top 10 Modelos a seguir, como también la Top Model de Hoy en Milán.
Ha aparecido en portadas de Vogue Italia, Numéro, Vogue Japón, Vogue Rusia, como también en las páginas de W, Vogue Reino Unido, Vogue Alemania, Vogue Estados Unidos, V, entre otras.
Ha figurado en Style.com para muchos diseñadores y en artículos de Models.com.
Tomó parte en un proyecto de la nueva revista Nomenus Quarterly para una línea de ropa llamada "THE ROW".
Ha hecho campañas para Christian Dior, Prada, Chanel, Lanvin, Louis Vuitton, Jil Sander, Carolina Herrera, D&G, Alberta Ferretti, H&M, Juicy Couture y otros.
Tuvo un pequeño papel en la película de 2011, Contagion. También es la protagonista del cortometraje de Dior, " Secret Garden – Versailles" de Inez van Lamsweerde y Vinoodh Matadin.
En 2013, fue seleccionada para dos campañas de Dior, una para primavera de 2013 y otra para la colección de otoño 2013, ambos fotografiados por Willy Vanderperre. Es musa del director creativo de Dior, Raf Simons.
En 2014, Strokous fue incluida en la lista de "Nueva Generación de Iconos de la Industria" en Models.com.